# Lucius Gabriel
Lucius Gabriel oder Luzi Gabriel (* 1597 in Flims; † 19. Oktober 1663 in Ilanz) war ein Schweizer reformierter Pfarrer und Bibelübersetzer in der bünderischen Surselva. Sein Hauptwerk war Ilg Nief Testament da Niess Senger Jesu Christ (deutsch: Das Neue Testament von unserem Herrn Jesus Christus), eine Bibelübersetzung in die rätoromanische Sprache des surselvischen Idioms, die 1648 in Basel gedruckt und neunmal bis 1869 nachgedruckt wurde.

## Leben
Lucius Gabriel wurde 1597 als Sohn des reformierten Pfarrers Stefan Gabriel in Flims in der bünderischen Surselva in der Schweiz geboren. Ab 1612 besuchte er die Schola Tigurina in Zürich und studierte 1617 Theologie an der Universität Basel. Noch im gleichen Jahr wechselte er zur reformierten Akademie in Genf. Am 16. Februar 1619 schloss er an der Universität Basel sein Studium mit dem Erwerb der Würde eines Magister artium ab. Bereits im gleichen Jahr war er als Pfarrer im bündnerischen Castrisch tätig. Im folgenden Jahr nahm man Gabriel in die evangelisch-rätische Synode auf. Aufgrund der Bündner Wirren sah er sich gezwungen, gemeinsam mit seinem Vater 1620 aus Graubünden zu fliehen. Im Oktober wurden sie in Zürich aufgenommen. Dort war er sowohl als Betreuer der Veltliner Flüchtlinge als auch als Prediger tätig.
1622 kehrte er nach Castrisch zurück und war dann auch Pfarrer in Ilanz als Vertretung seines Vaters, der erst 1626 von Altstetten zurückkam. Nach 1632 war er Pfarrer in Flims, und 1638, dem Jahr des Todes seines Vaters, übernahm er die Gemeinde in Ilanz. Diese Stelle behielt er bis zu seinem Tod am 19. Oktober 1663. Mehrere Angebote für andere Pfarrstellen innerhalb Graubündens lehnte er ab.
Lucius Gabriels Hauptwerk war Ilg Nief Testament da Niess Senger Jesu Christ, eine Bibelübersetzung des Neuen Testaments in die rätoromanische Sprache des surselvischen Idioms, die 1648 in Basel gedruckt und bis 1869 neunmal nachgedruckt wurde.

## Werke
- Oratio defudendis ad verum precibus concinnata & publice recitata in celeberimo scholae Tigurinae Gymnasio (Zürich 1616)
- Pündtnerisch Hanengeschrey (1621)
- Ilg Nief Testament da Niess Senger Jesu Christ (Basel 1648)
- Zwo Christliche Leich-Predigten gehalten bei Bestattung der Brüder Jacob Schmnidt von Grüneck und Caspar Schmidt von Grüneck (Zürich 1659)